# Studencki Komitet Solidarności w Krakowie

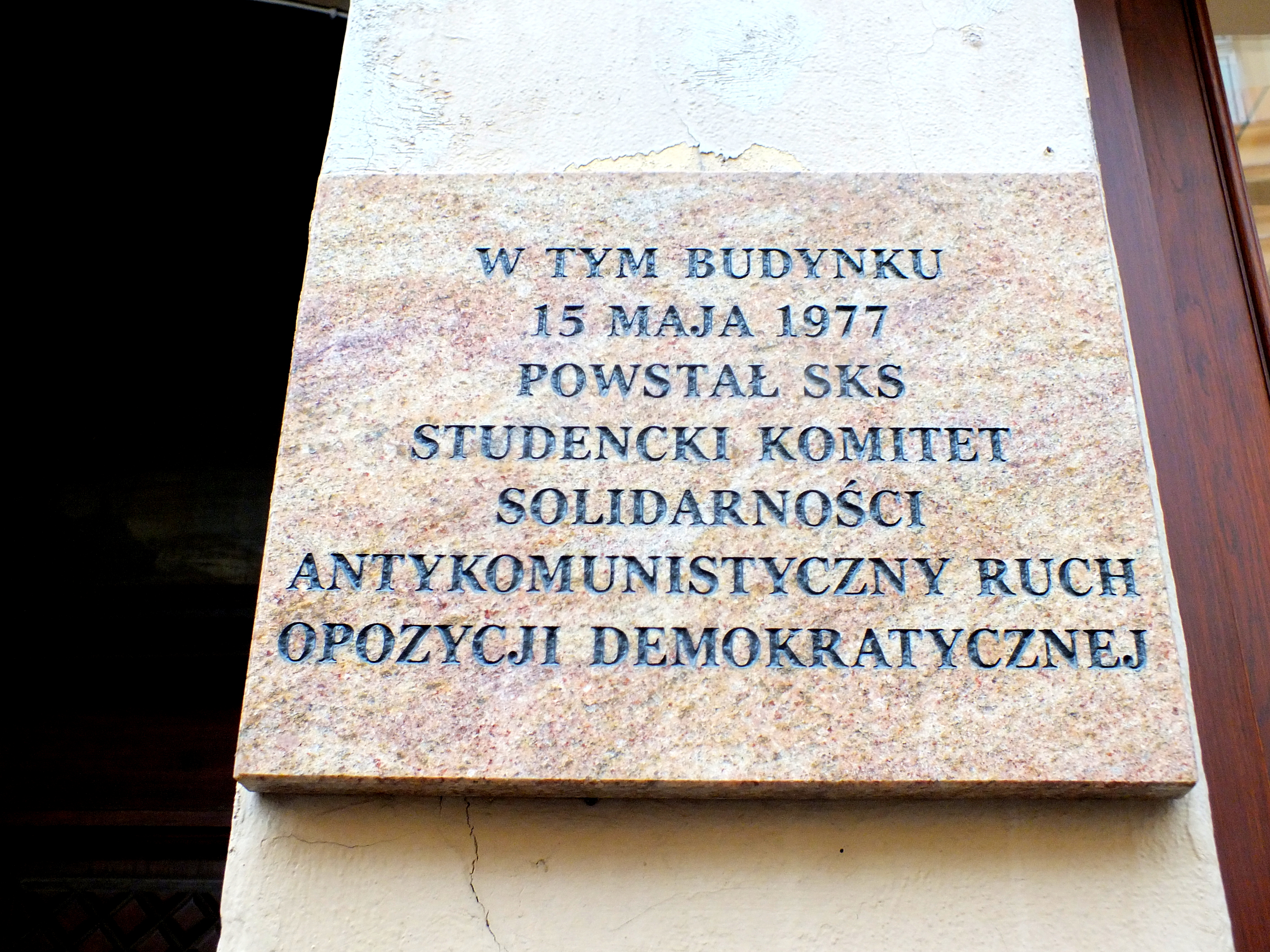
Upamiętnienie Studenckiego Komitetu Solidarności w Krakowie

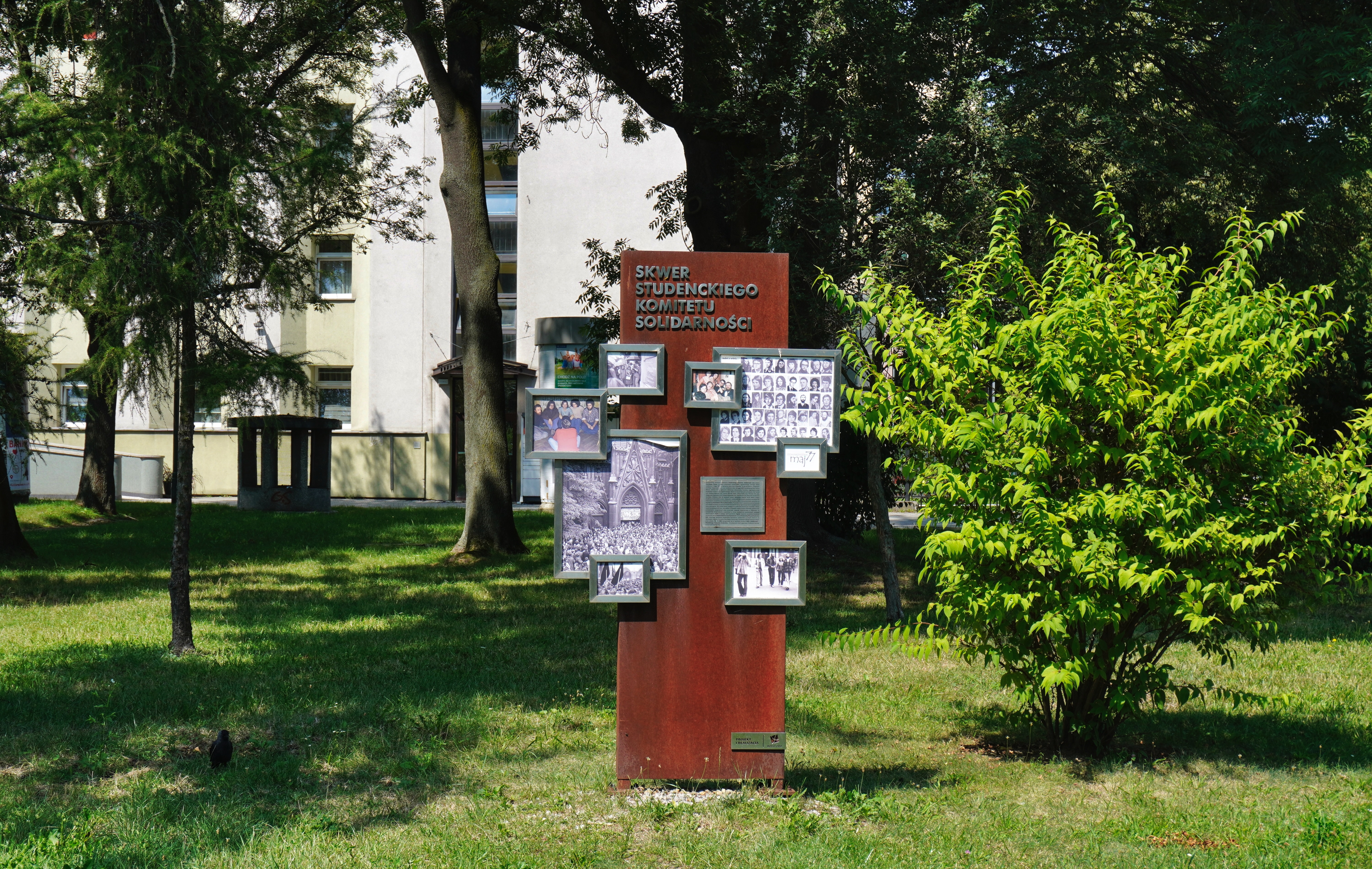
Skwer Studenckiego Komitetu Solidarności w Krakowie

Studencki Komitet Solidarności (SKS) – studencka grupa opozycyjna działająca w Krakowie w latach 70. XX wieku, pierwszy z sześciu SKS-ów powstałych w Polsce.

## Historia

### Geneza
Bezpośrednią przyczyną powstania SKS była śmierć Stanisława Pyjasa, studenta polonistyki Uniwersytetu Jagiellońskiego, którego zwłoki zostały znalezione 7 maja 1977. Grupa przyjaciół i znajomych zmarłego zorganizowała po mszy pogrzebowej w dniu 15 maja 1977 manifestację (tzw. Czarny Marsz), w czasie której ogłoszono deklarację założycielską komitetu, którą sygnowało dziewięcioro studentów Uniwersytetu Jagiellońskiego i studentka Akademii Sztuk Pięknych w Krakowie: Lesław Maleszka (UJ, w rzeczywistości tajny współpracownik Służby Bezpieczeństwa), Andrzej Balcerek (UJ), Liliana Batko (UJ), Elżbieta Majewska (UJ), Małgorzata Gątkiewicz (UJ), Bogusław Sonik (UJ), Józef Ruszar (UJ), Joanna Barczyk (ASP), Wiesław Bek (UJ) i Bronisław Wildstein (UJ). W kolejnych dniach deklarację poparło ok. dwóch tysięcy studentów krakowskich uczelni. Większość z założycieli i pierwszych współpracowników SKS znało się już z wcześniejszej działalności opozycyjnej, wspierającej przede wszystkim Komitet Obrony Robotników. Młodzież ta tworzyła dwa kręgi środowiskowe – jeden, nazywany niekiedy anarchistycznym, tworzyli przede wszystkim studenci polonistyki i filozofii UJ, wśród których do bardziej znanych należeli Bronisław Wildstein i Lesław Maleszka, drugi gromadził się w Duszpasterstwie Akademickim Beczka wokół o. Jana Andrzeja Kłoczowskiego, należeli do niego m.in. Liliana Batko, Bogusław Sonik i Józef Ruszar.

### Działalność
SKS prowadził działalność jawnie, podając do publicznej wiadomości nazwiska i adresy swoich przedstawicieli (tzw. rzeczników).
Prowadził m.in. bibliotekę wydawnictw podziemnych, zorganizował akcję przeciwko zakazowi wypożyczania w Bibliotece UJ wydawnictw emigracyjnych, uczestniczył w druku wydawnictw podziemnych, wydawał własne pisma Indeks (o charakterze ogólnopolskim) i Sygnał, wspierał niezależne inicjatywy edukacyjne, w tym Towarzystwo Kursów Naukowych oraz powstanie Krakowskiej Oficyny Studentów KOS, inspirował powstanie Studenckich Komitetów Solidarności w innych miastach (Warszawie, Gdańsku, Poznaniu, Wrocławiu i Szczecinie). W 1980 członkowie SKS zaangażowali się w tworzenie struktur NSZZ „Solidarność” i Niezależnego Zrzeszenia Studentów, a sam SKS przestał istnieć.

### Ludzie SKS
SKS reprezentowany był przez tzw. rzeczników, którymi mogli być tylko studenci.
Rzecznicy w poszczególnych latach:
- 1977/1978: Joanna Barczyk (ASP), Liliana Batko (UJ), Bogusław Bek (UJ), Jan Szymon Dylewski (PK), Tadeusz Kensy (UJ), Anna Krajewska (UJ), Ewa Kulik (UJ), Ziemowit Pochitonow (AR), Bronisław Wildstein (UJ). W trakcie roku akademickiego Szymona Dylewskiego zastąpił Józef Baran (AE)[25].
- 1978/1979: Bogusław Bek (UJ), Anna Krajewska (UJ), Elżbieta Krawczyk (AM), Ewa Kulik (UJ), Dorota Martini (ASP), Jerzy Pawełczyk (UJ), Janusz Szczepański (UJ), Bronisław Wildstein (UJ), Róża Woźniakowska (UJ)[20].
- 1979/1980: Waldemar Bratuszewski (UJ), Anna Krajewska (UJ), Ewa Kulik (UJ), Grzegorz Małkiewicz (UJ), Andrzej Mietkowski (UJ), Wojciech Widłak (UJ), Jarosław Zadencki (UJ)[26].

Wśród innych znanych członków i współpracowników SKS byli m.in. także: Iwona Galińska, Bogdan Klich, Tomasz Schoen, Anna Szwed, Tomasz Mianowicz, Krystyna Czerni, Wojciech Sikora, Jan Polkowski, Paweł Kłoczowski, Jacek Rakowiecki, Zdobysław Milewski, Janusz Pierzchała, Marian Banaś.